# Očigrije
Očigrije (szerbül: Очигрије) szerb falu Bosznia-Hercegovinában, Bihács községben, a Bosznia-hercegovinai Föderáció Una-Szanai kantonjában.

## Fekvése
Bihács központjától légvonalban 45, közúton 57 km-re délkeletre, Drvartól 21 km-re északnyugatra, a horvát határ közelében, az Una folyó jobb partján, az „Ochigrijansko brdo” nevű, erdős domb alatt található. A falu másik neve Čelije. A falu Unac és Una összefolyásának bal oldalán található. Rövidebb a határa az Unac mentén, míg az Una mentén hosszabban elnyúlik. Délen az Uvala erdejéig és legelőjéig húzódik, keleten pedig a Zagorje-hegy határolja. Az Una menti rész termékeny talaj, a másik rész sziklás kopár domb. Területén nincs forrás. A falu két részből, Namastirból és Očigrijéből áll, szórvány típusú település.

## Népessége
Lakossága 2013-ban 2 fő, mely teljes egészében szerb etnikumú volt.
| Nemzetiségi csoport | Népesség 1991 | Népesség 2013 |
| ------------------- | ------------- | ------------- |
| Szerb               | 54            | 2             |
| Bosnyák             | 0             | 0             |
| Horvát              | 0             | 0             |
| Jugoszláv           | 0             | 0             |
| Egyéb               | 0             | 0             |
| Összesen            | 54            | 2             |

## Története
1894-ben a boboljusci ortodox plébánia részekén körülbelül egy óra távolságra volt a horvát határtól. 24 házában 183 ortodox lélek lakott. 
1995-ig, Jugoszlávia felbomlásáig a település Drvar község része volt.

## Nevezetességei
- Az Una folyó mentén haladva érhető el a Likából Boszniába vezető átkelő, amit „Carev brodnak” neveznek. Itt, a Crkvinának nevezett helyen találták meg a falu egykori templomának falait, és egy kőlapot, amely az oltár menzájának maradványa lehetett.[1] A templomból fennmaradt két, 12-13. századi román stílusú oszlopalapzat. A templom mellett stećaknak nevezett középkori sírkövek találhatók.[4]

- A Crkvina területén egy várrom is található, mely Moračina gradina néven ismert. Itt két, mintegy öt méter magas sánc emelkedik. A várromok területén több szarkofág típusú stećak található.[4]

## Fordítás
- Ez a szócikk részben vagy egészben  az   Očigrije című bosnyák Wikipédia-szócikk ezen változatának fordításán alapul.  Az eredeti cikk szerkesztőit annak laptörténete sorolja fel. Ez a jelzés csupán a megfogalmazás eredetét és a szerzői jogokat jelzi, nem szolgál a cikkben szereplő információk forrásmegjelöléseként.
- Ez a szócikk részben vagy egészben  a(z)   Очигрије című szerb Wikipédia-szócikk ezen változatának fordításán alapul.  Az eredeti cikk szerkesztőit annak laptörténete sorolja fel. Ez a jelzés csupán a megfogalmazás eredetét és a szerzői jogokat jelzi, nem szolgál a cikkben szereplő információk forrásmegjelöléseként.